# 桌

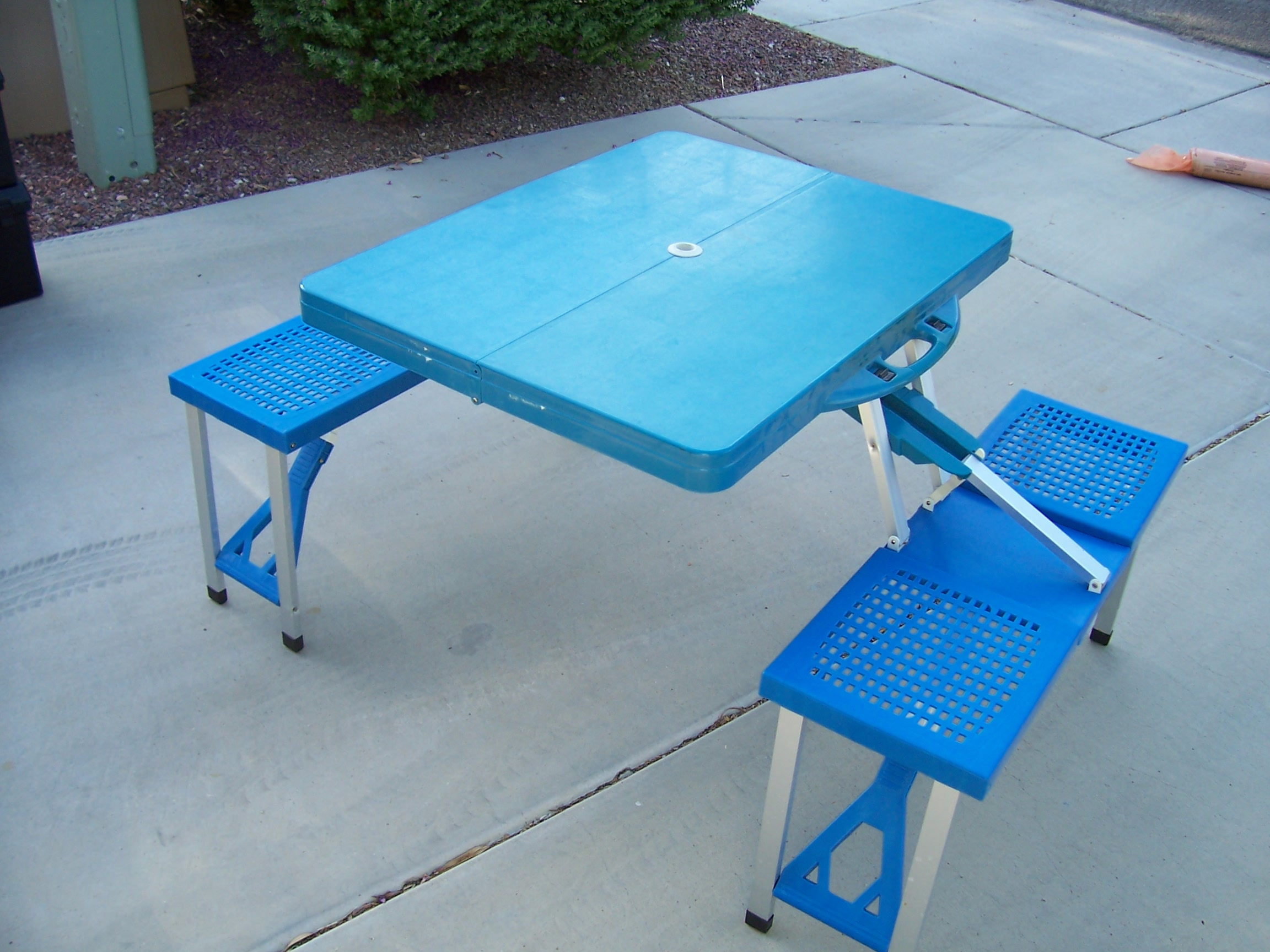
一張桌子

桌，又稱檯，是傢具的一種。由一個平面及支架組成，用作盛載物件之用，亦通常與椅一起出現。桌可能有抽屜，如書桌、寫字枱、麻將枱、梳妝枱等。
隨著桌上型電腦的流行，不少的書桌的左上角鑽出一個孔，使電腦的電線接連至地線。

## 類型
桌子有不同的形狀，高度，和尺寸去設計於不同的用途；
- 飯桌[1]：用於吃飯。
- 床邊桌（英语：Bedside table）[2]：睡房的桌子。
- 茶几[3]
- 食堂桌（英语：Refectory table）[4]
- 繪圖桌[5]
- 電腦桌:適用於使用電腦辦公的桌子。

## 製造材料
- 實木
- 玻璃
- 金屬(銅/鋼/鋁)
- 陶瓷
- 雲石
- 螺絲釘

## 圖片

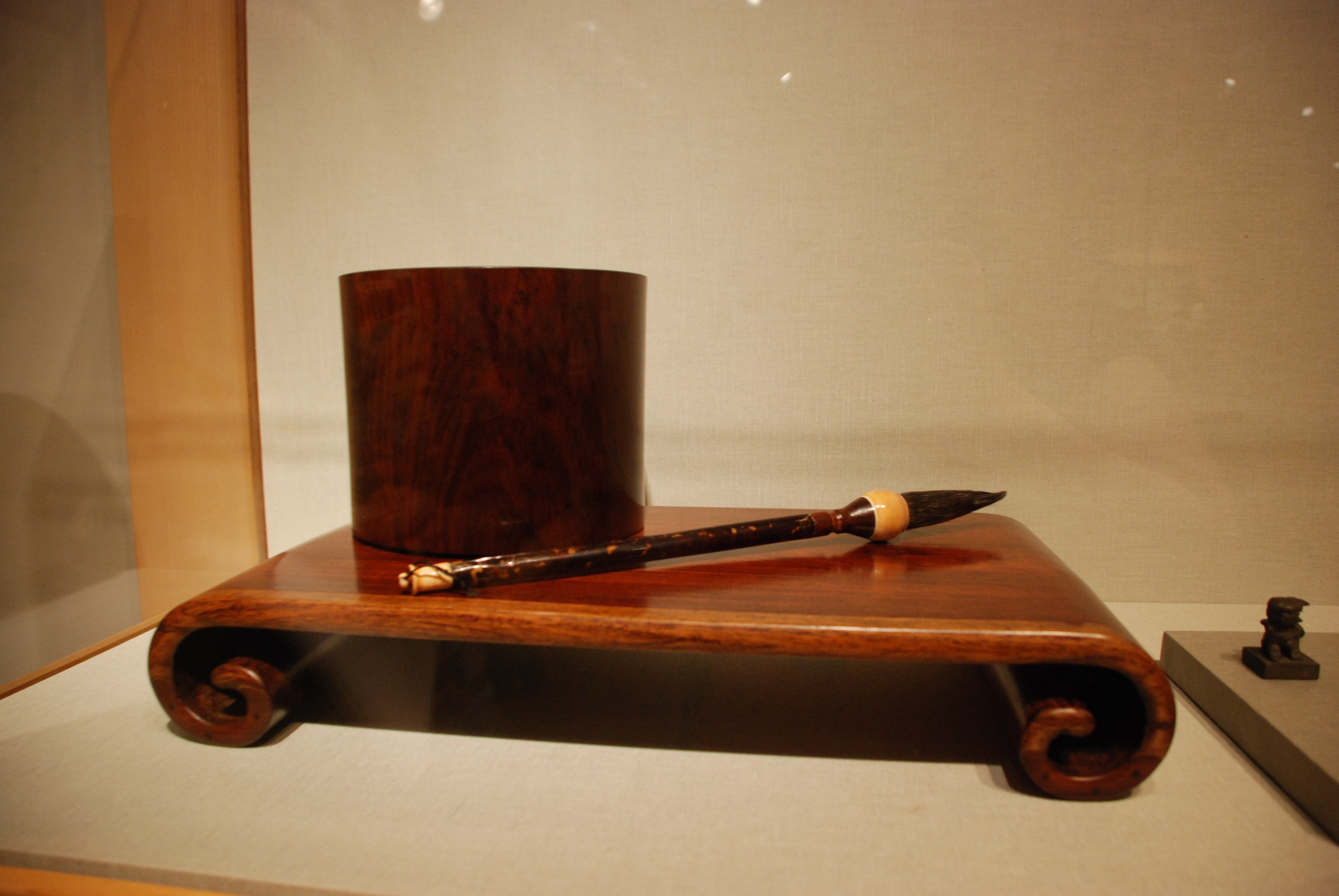
明朝寫字矮桌
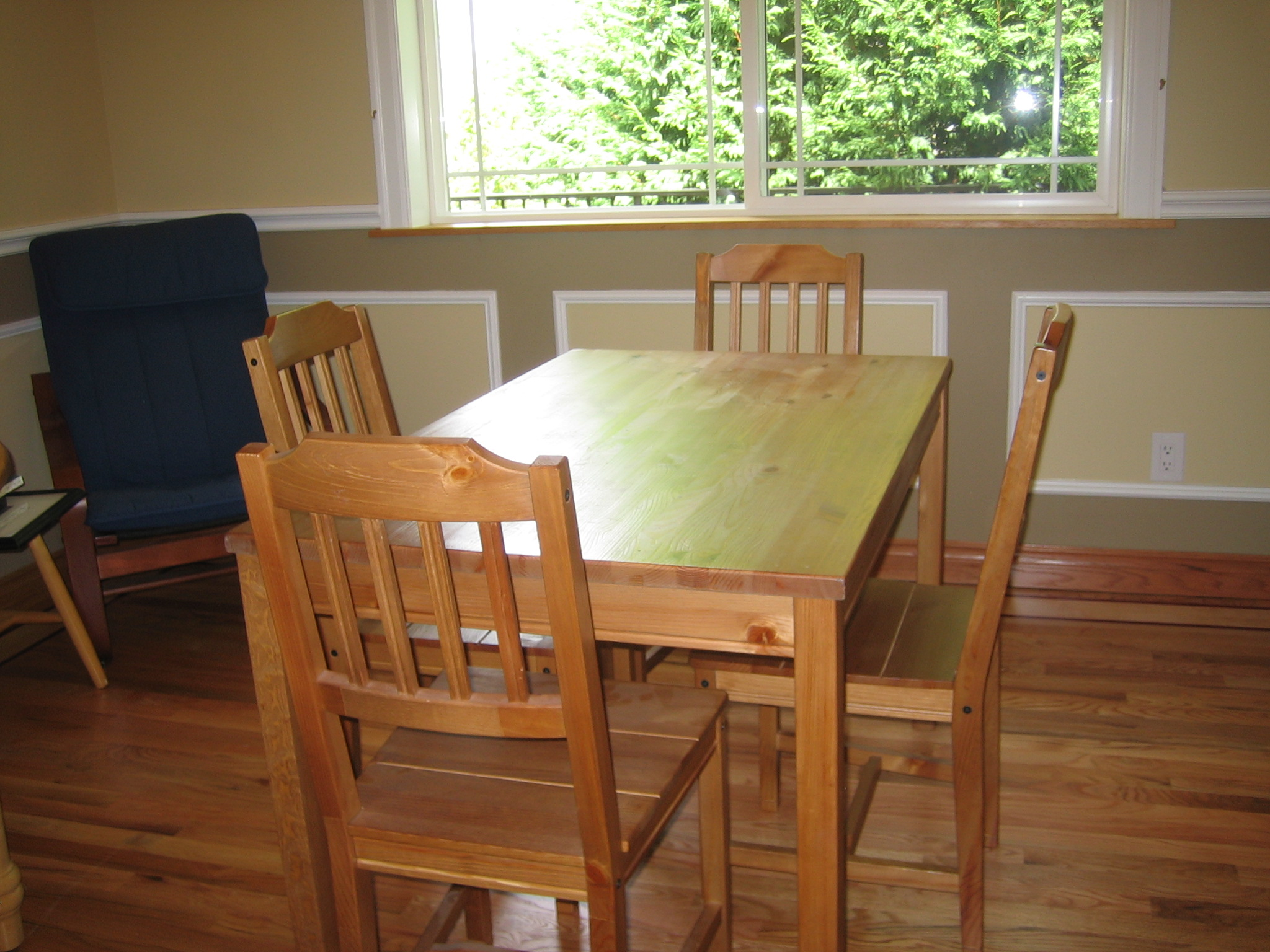
廚房餐桌
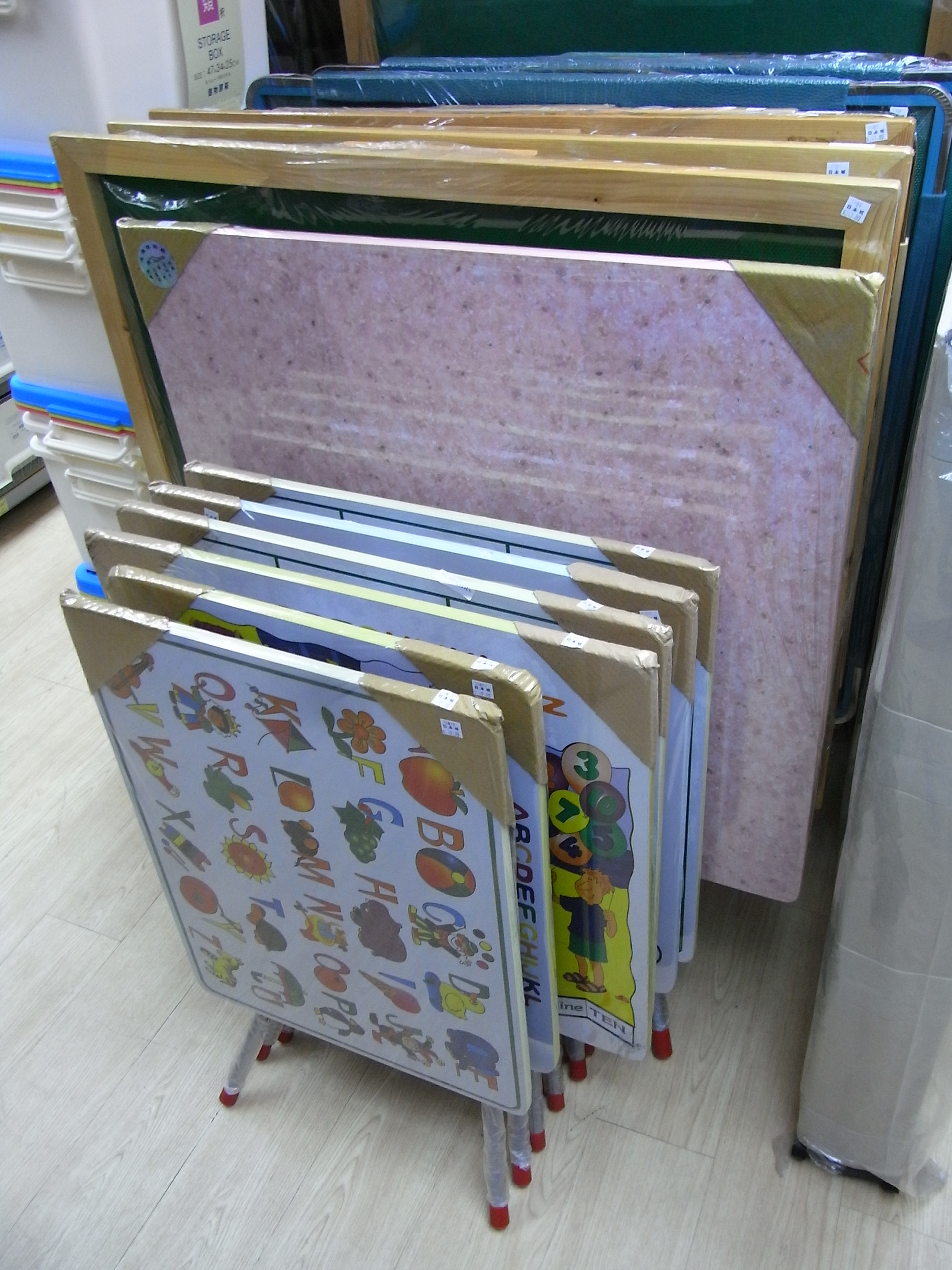
摺合桌
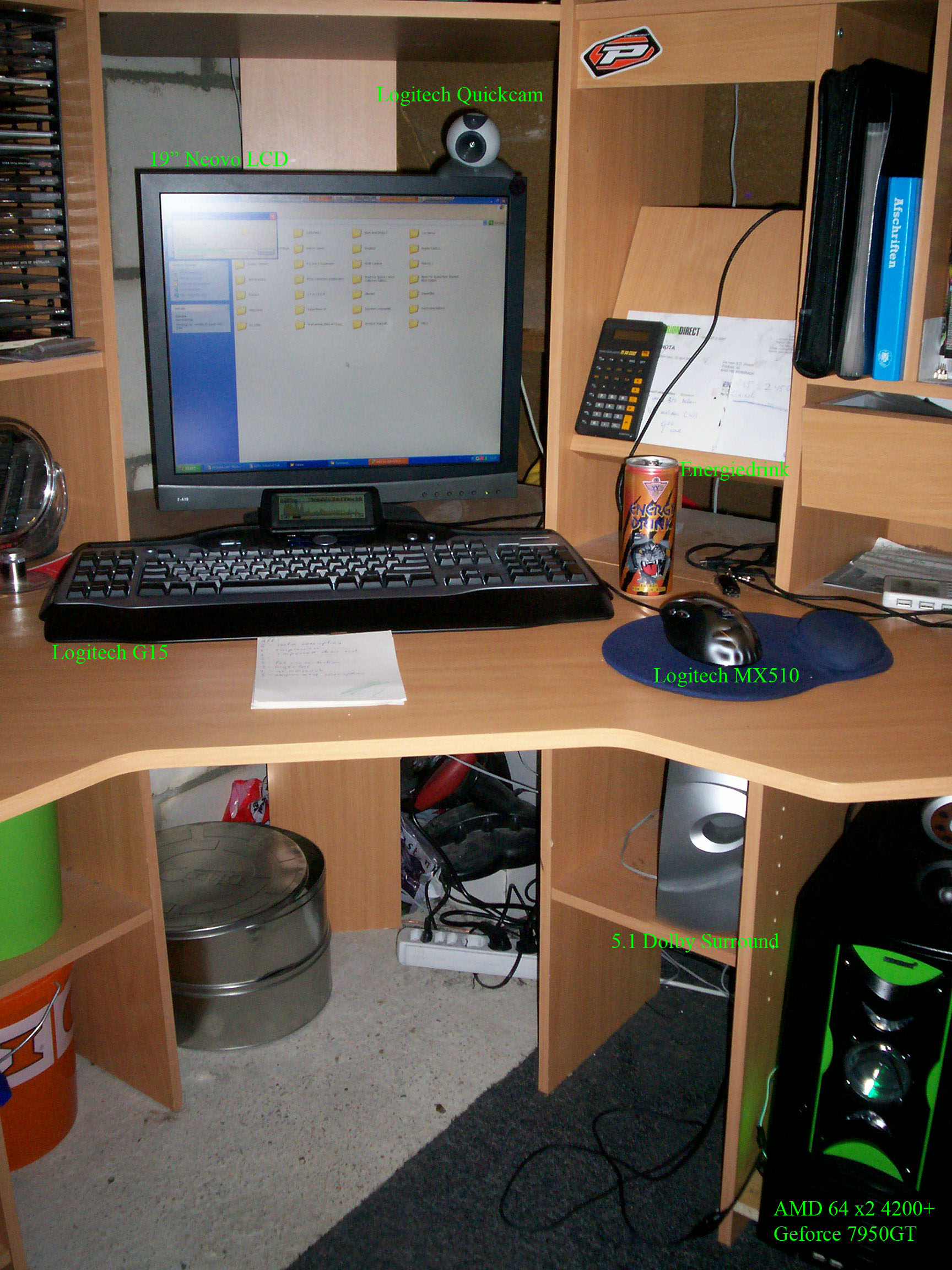
電腦桌
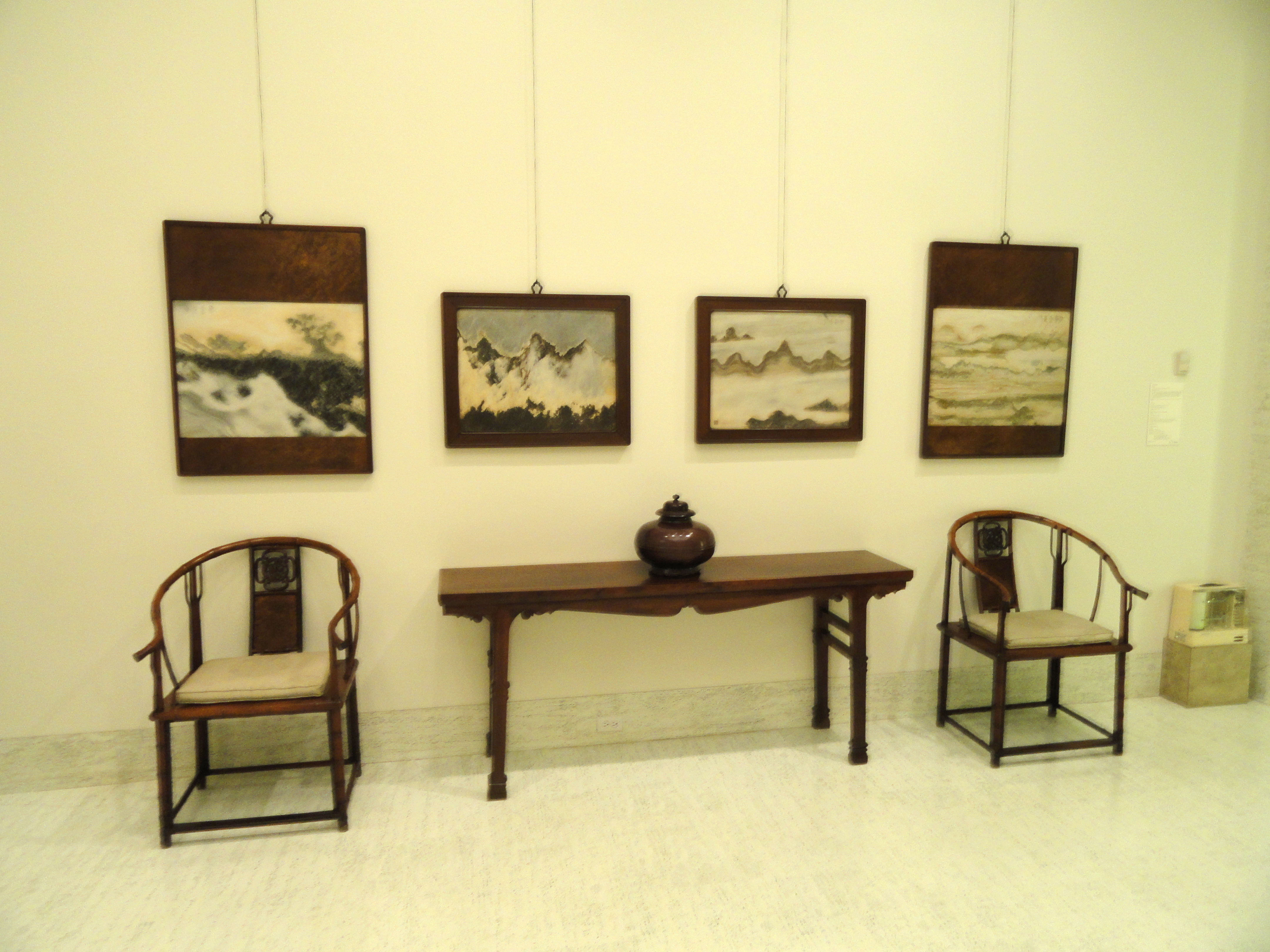
案
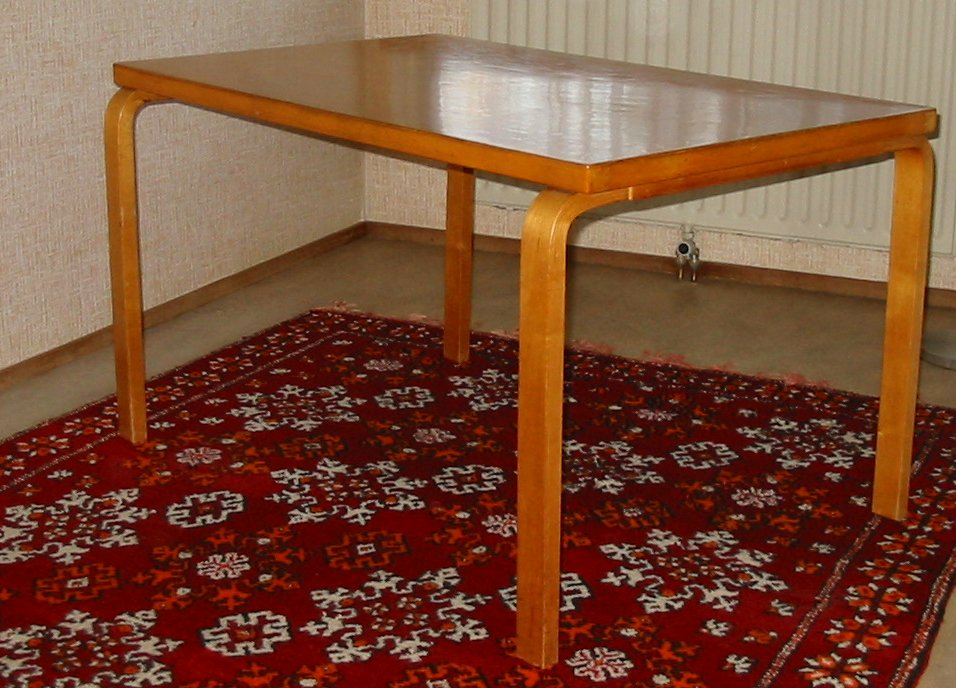
長方形桌

## 資料來源
1. ↑  . The Free Dictionary By Farlex.   [2012-18-05]. （原始内容存档于2005-12-16）.
2. ↑  . The Free Dictionary By Farlex.   [2012-18-05]. （原始内容存档于2013-05-22）.
3. ↑  . The Free Dictionary By Farlex.   [2012-18-05]. （原始内容存档于2013-12-03）.
4. ↑  . The Free Dictionary By Farlex.   [2012-18-05].
5. ↑  . The Free Dictionary By Farlex.   [2012-18-05]. （原始内容存档于2013-05-09）.